# آندرئاس آرتزکه‌تسی
آندرئاس آرتزکتسی (ارمنی: Անդրեաս Արծկեցի؛ انگلیسی: Andreas Artzketsi سده ۱۷ام - ح. سده ۱۸ام میلادی)، نویسنده اهل ارمنستان بود.